# Hæmatologi
Hæmetologi som speciale beskæftiger sig med sygdomme i blod og bloddannende organer. Det drejer sig om benigne lidelser såsom blødersygdomme og maligne sygdomme såsom fx lymfekræft og leukæmi
| Sygdom | Spire Denne artikel om sygdom er en spire som bør udbygges. Du er velkommen til at hjælpe Wikipedia ved at udvide den. |